# Infraliminal
Infraliminal è un singolo del duo musicale Rezzmau5, composto dai canadesi Rezz e deadmau5.

## Descrizione
Dopo la fortunata collaborazione del 2021 Hypnocurrency, la coppia di produttori si esibisce al Veld Music Festival nell'estate 2023 sotto il nome di Rezzmau5, suonando una nuova collaborazione in imminente uscita.
Il singolo è una rivisitazione del brano di Zimmerman del 2012 Superliminal (Album Title Goes Here) in chiave new beat e dubstep. Rezz ha detto: "Superliminal è la mia traccia preferita di deadmau5. È una delle canzoni chiave che mi ha sbalordito e ho dovuto immediatamente imparare a produrre musica. Ci ho messo il mio piccolo tocco, mentre anche Joel ha fatto il suo.".

## Tracce
1. Infraliminal
2. Infraliminal (Isabelle's Version)